# 랑비저 고가교
보기
랑비저 고가교(또는 Langwies Viaduct; 독일어: Langwieser Viadukt)는 스위스 그라우뷘덴주의 랑비스 근처에 있는 플레수어강과 사퓌너바흐에 걸쳐 있는 단일 선로 철근 콘크리트 철도 교량이다.
헤르만 쉬르히가 설계했으며, 1912년에서 1914년 사이에 에두아르드 취블린이 쿠어-아로자 철도를 위해 건설했다. 완공 당시 랑비저 고가교는 100m의 경간을 가진 세계 최초의 철도 교량이자 콘크리트로 만들어진 최초의 철도 교량이었다.
현재 랑비저 고가교는 래티셰 철도가 소유하고 사용하고 있다. 회사 네트워크에서 가장 큰 다리로 남아 있다. 또한 선구적인 철근 콘크리트 구조물로서의 위상에 비추어 볼 때 국가적으로 중요한 스위스 문화유산으로 지정되었다.

## 위치
랑비저 고가교는 쿠어에서 아로자의 휴양 및 휴양 리조트까지 래티셰 철도의 미터궤 노선 (쿠어-아로자선)에 있다. 그것은 랑비스역에서 라인강 바로 위로 플레수어강 계곡을 가로지르는 철도 노선을 운행한다.
대부분의 노선 교량은 지역에서 생산된 석재로 구성되어 있으며, 이는 노선의 수석 엔지니어인 구스타프 베네가 특별히 선호하는 결정이었지만 랑비저 고가교의 위치에서는 불가능했다. 토양은 높은 수준의 자갈과 모래로 구성된 충분한 지지력이 없었으며 일반적으로 다리를 건설하기가 매우 어려웠다. 그것은 돌다리를 지을 적절한 기초를 허용하지 않았다.

## 역사
쿠어에서 아로자까지의 노선은 건설될 래티셰 철도의 소위 핵심 네트워크의 마지막 철도 노선이었다. 건설하는 동안 아로자 라인은 수많은 새로운 건설 방법과 기술의 사용을 개척했다. 총 19개의 터널과 52개의 다리가 주로 험난한 지형으로 인해 쿠어와 아로자 사이의 트랙을 따라 존재한다.
1912년에서 1914년 사이에 건립된 랑비저 고가교는 철근 콘크리트로 건설된 세계 최초의 철도 교량이었고, 당시에는 획기적인 돌파구였다. 게다가, 그것은 철골 콘크리트로 완전히 건설된 그 크기의 유일한 구조물 중 하나였다. 건립 당시 랑비저 고가교는 세계에서 가장 긴 철도 교량이었다. 동시에 139m 길이의 그륀트지토벨 고가교인 랑비저 고가교의 "동생"이 약 1.8km 하류에 건설되었다.

## 기술 자료
랑비저 고가교의 길이는 284m, 너비는 3.7m, 높이는 42m이다. 주 경간은 100m 길이의 아치로 구성되며 높이는 42m이다. 완공 당시 세계에서 철도 교량 중 가장 큰 경간을 보유하고 있었다. 랑비저 고가교에는 총 13개의 개구부가 있다. 레일 캐리어에는 캐리어와 견고하게 연결된 플레이트 빔 단면이 있다. 유일한 구획은 주요 아치와 두 해안 지역 사이이다. 이러한 분리는 이중 교각으로 구성된다.
랑비저 고가교에 대한 계획은 주로 헤르만 쉬르히의 작업이었고, 건설을 위한 수석 엔지니어이자 건축 계약자는 에두아르드 취블린이었다. 정적 계산은 카를 아른슈타인이 수행했다. 건설 중에 다리를 임시로 지지하기 위해 현장에 광범위한 목재 가재를 조립했다. 800㎥의 목재를 사용한 가세공은 트린의 목수 리처드 코레이가 제작한 그 자체로 성과로 여겨졌다. 랑비저 고가교는 구조적으로 높은 수준의 효율성을 가지고 있으며 최종 하중 테스트에서 검증되었을 때 증기 기관차와 세 대의 무거운 화물 차량이 실렸을 때에도 1mm 미만의 처짐을 보여주었다.
랑비저 고가교 건설에 사용된 재료는 몇 가지 기준에 따라 결정되었다. 석재는 불리한 지역 지질로 인해 현실적인 선택이 아니었으며 무거운 구조물의 기초가 비실용적이었다. 또한 철은 기술적인 가능성이 있었지만, 자재를 건설 현장으로 운반해야 하는 어려움으로 인해 이 시대에 사용할 수 있는 유일한 대안이 콘크리트로 남게 되어 불가능하다고 여겨졌다. 랑비저 고가교 건설기간 동안 총 7,469㎥의 콘크리트가 사용되었는데, 이는 기초를 더 잘 구축해야 할 필요성에 기인한 원래 계획된 4,861㎥보다 훨씬 많다. 또한 콘크리트는 250톤의 강철과 결합되어 구조물을 보강하고 지지한다. 랑비저 고가교 건설의 최종 비용은 보강을 할인한 약 625,000CHF였다.

## 갤러리

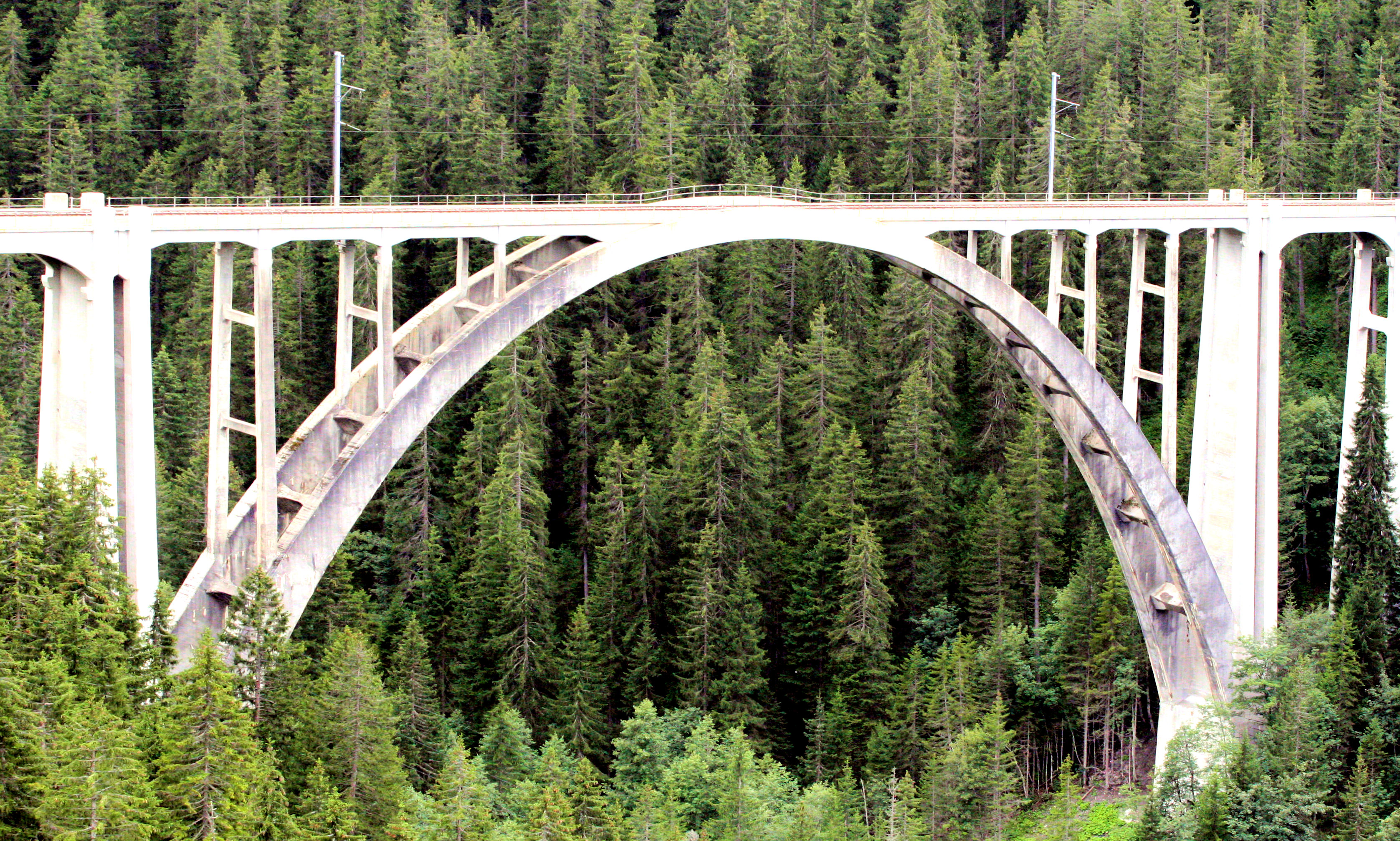
북쪽에서 본 풍경
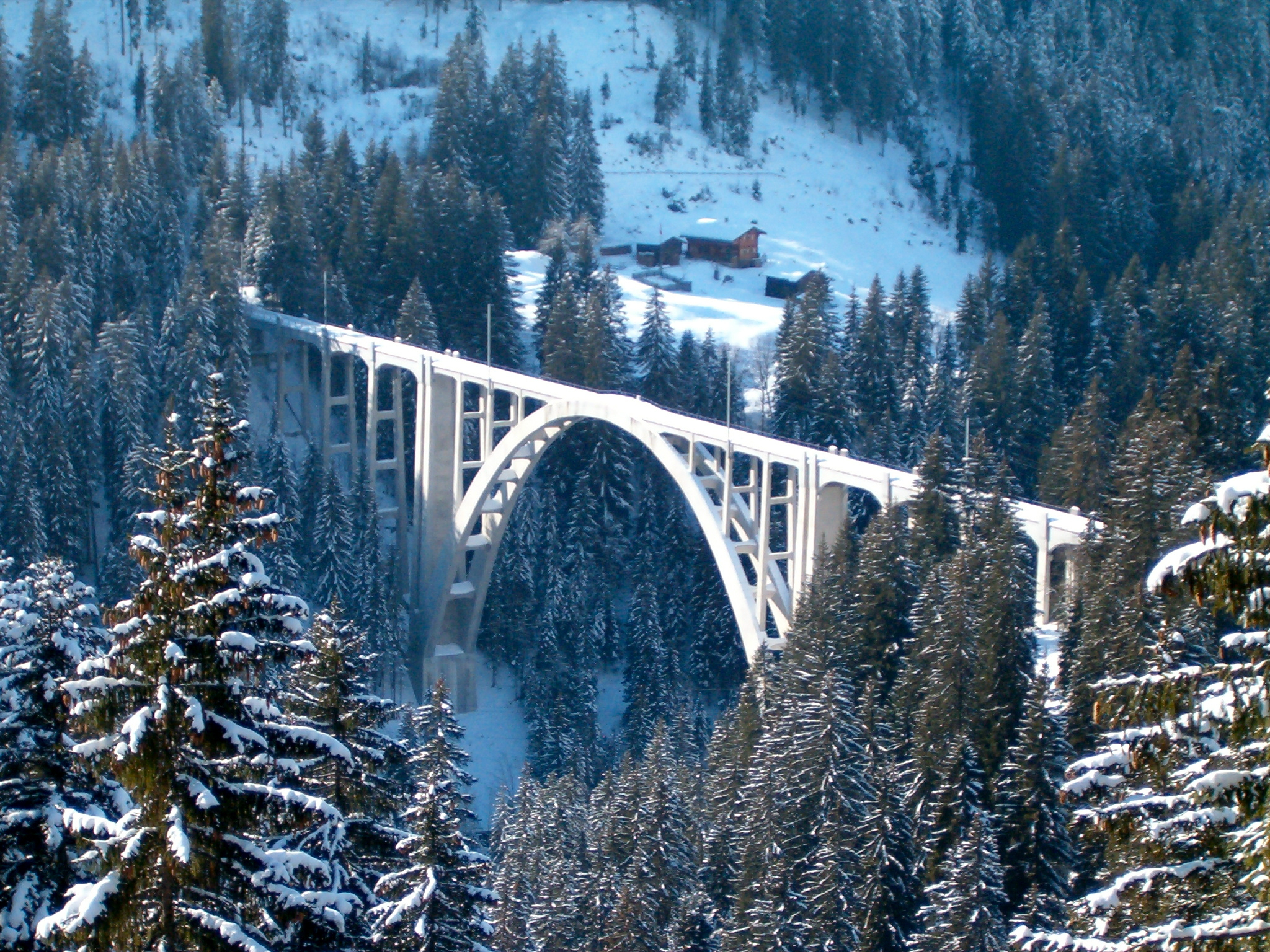
남동쪽에서 본 풍경
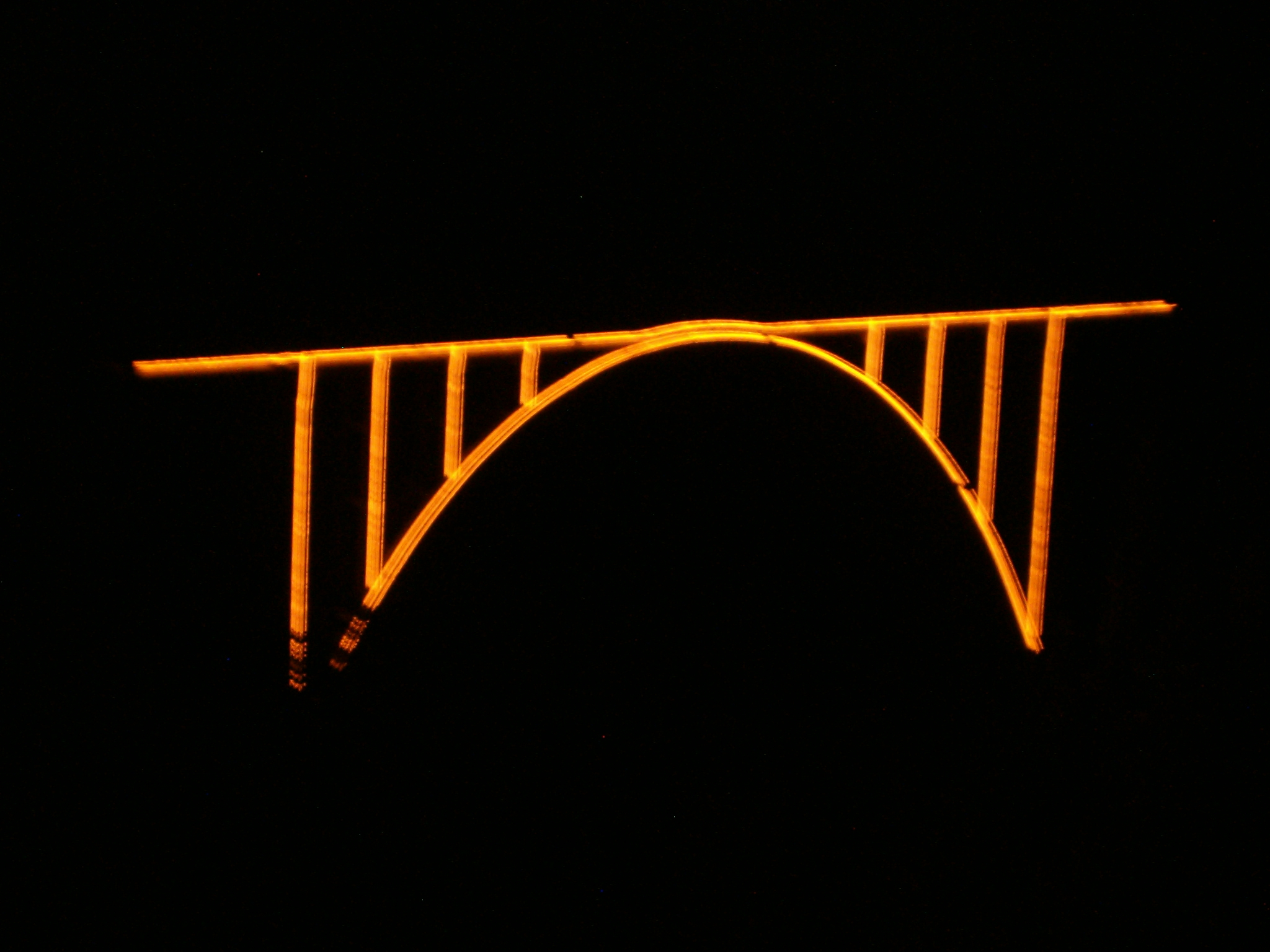
야경
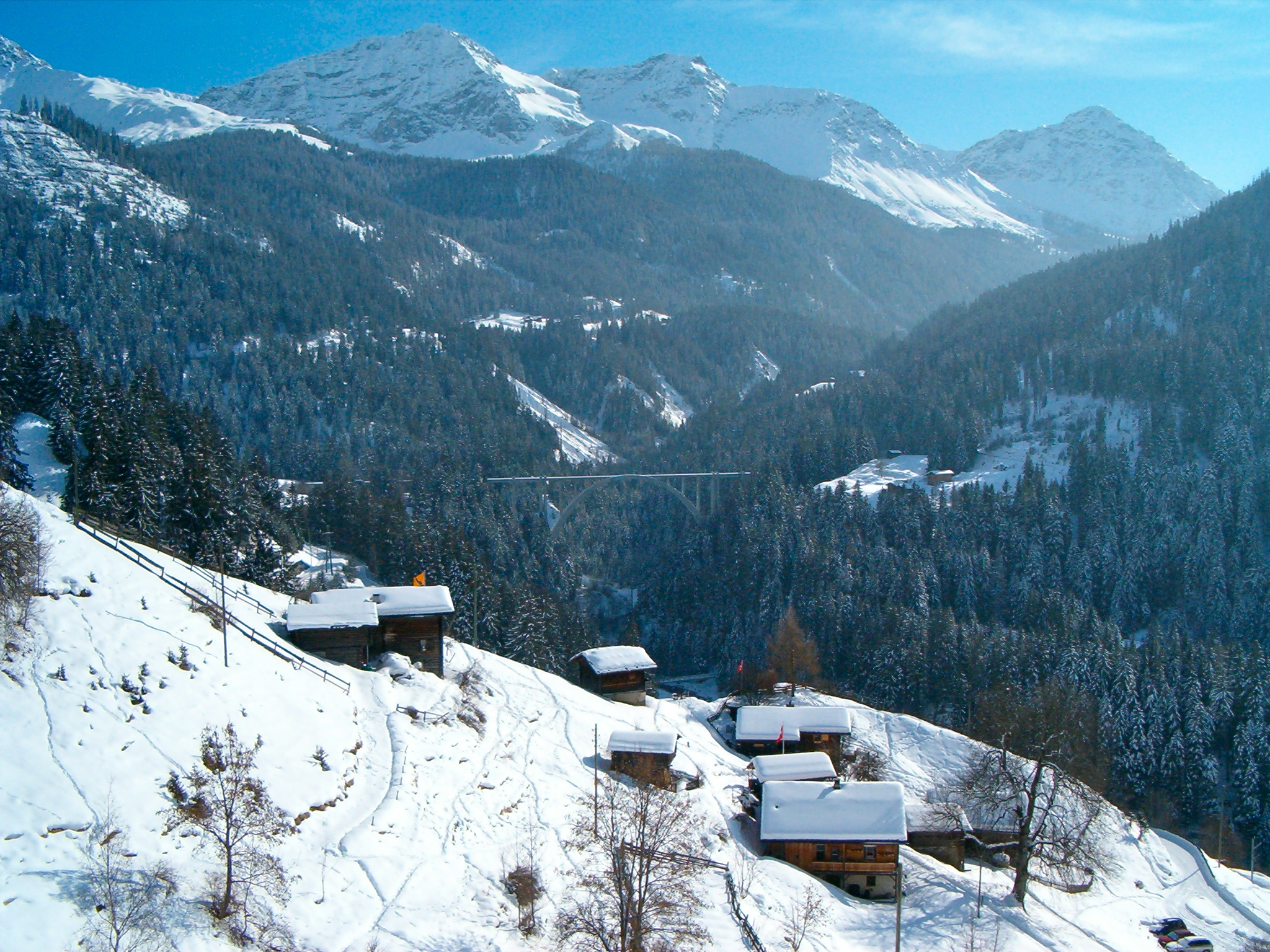
능선에서 본 풍경(NW)
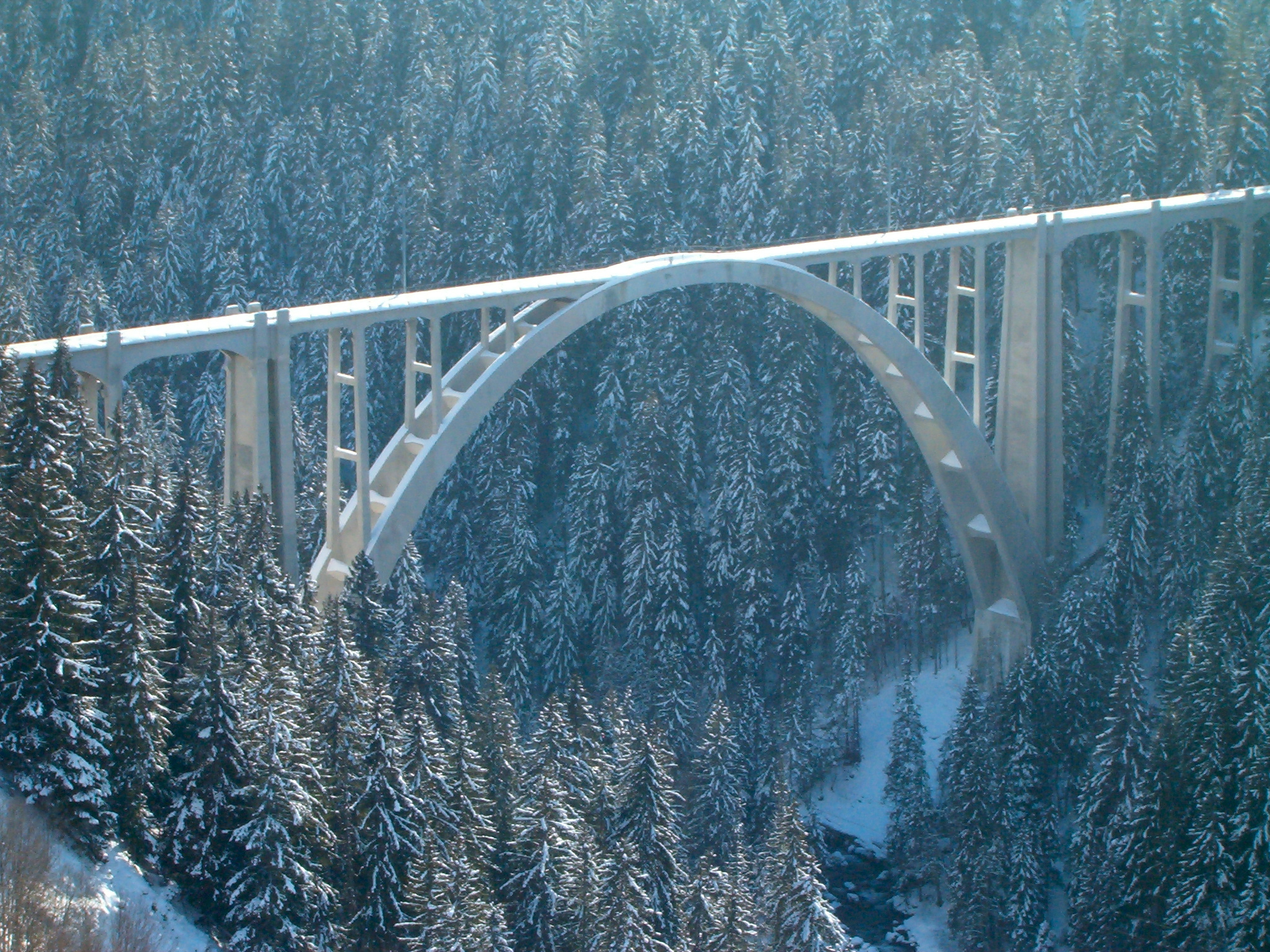
눈 속에서 콘크리트 건물을 보여주는 또 다른 모습
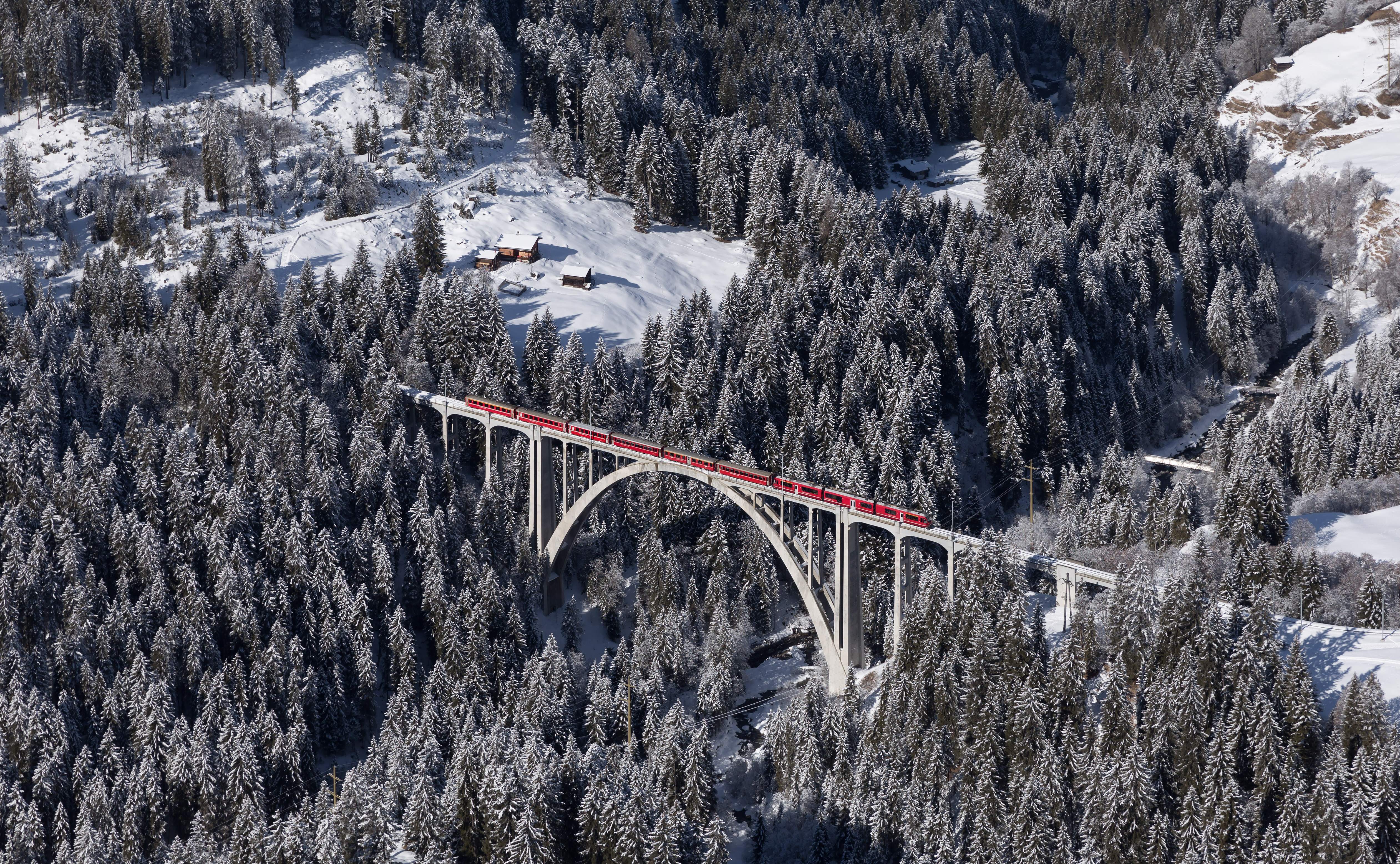
주변 숲을 보여주는 항공 풍경

## 같이 보기
- 홍예교
- 고가교
- 래티셰 철도
- 래티셰 철도